# Обергёсген
Обергёсген (нем. Obergösgen) — коммуна в Швейцарии, в кантоне Золотурн. 
Входит в состав округа Гёсген. Население составляет 2058 человек (на 31 декабря 2007 года). Официальный код — 2497.